# Leszno, Warmińsko-Mazurskie
Leszno [ˈlɛʂnɔ] (tiếng Đức: Leschnau)  là một ngôi làng thuộc khu hành chính của Gmina Barczewo, thuộc huyện Olsztyński, Warmińsko-Mazurskie, ở miền bắc Ba Lan. Nó nằm khoảng 15 kilômét (9 mi) về phía đông nam của Barczewo và 26 km (16 mi) về phía đông của thủ đô khu vực Olsztyn.
Trước năm 1772, khu vực này là một phần của Vương quốc Ba Lan, 1772-1945 Phổ và Đức (Đông Phổ).